# Asplenium jaundeense
Asplenium jaundeense là một loài thực vật có mạch trong họ Aspleniaceae. Loài này được Hieron. miêu tả khoa học đầu tiên.